# 남캅카스두더지들쥐

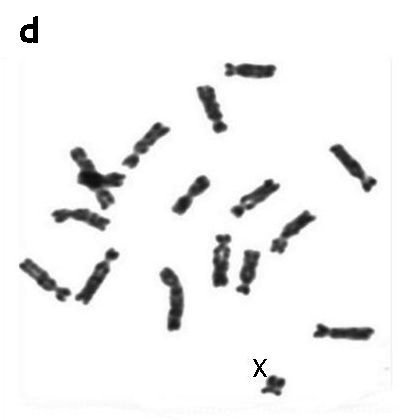
암컷 중기(metaphase) 염색체 세트

남캅카스두더지들쥐(Ellobius lutescens)는 비단털쥐과에 속하는 설치류의 일종이다. 아르메니아와 아제르바이잔, 조지아, 이란, 터키에서 발견된다.

## 염색체
핵형은 2n=17,X이다. 남캅카스두더지들쥐는 SRY 유전자 또는 Y 염색체를 갖고 있지 않다. 양성은 XO 성염색체 세트를 갖고 있으며, 조상 개체군에서 유래했을 가능성이 있고 수컷은 자이산두더지들쥐(E. tancrei)와 같은 XX 성염색체 세트를 갖고 있다. 이들의 성 결정 방법은 아직 알려져 있지 않다.

## 같이 보기
- 류큐가시쥐 (Tokudaia osimensis)
- 도쿠노섬가시쥐 (Tokudaia tokunoshimensis)